# Manuel Pradal
Pour les articles homonymes, voir Pradal.
Manuel Pradal, né le 22 mars 1964 à Aubenas et mort le 13 mai 2017 à Paris 15e, est un réalisateur et scénariste français.

## Biographie
Manuel Pradal est diplômé de la Femis (promotion 1990).
Il meurt le 13 mai 2017 à Paris après une longue lutte contre la maladie,.

## Filmographie
Il est réalisateur et scénariste sur tous ses films :
- 1991 : Canti
- 1997 : Marie Baie des Anges
- 2002 : Ginostra
- 2006 : Un crime (A Crime)
- 2010 : La Blonde aux seins nus
- 2013 : Tom le cancre
- 2014 : Benoît Brisefer : Les Taxis rouges